# Piapot 75
Piapot 75 är ett reservat i Kanada.   Det ligger i provinsen Saskatchewan, i den sydöstra delen av landet, 2 200 km väster om huvudstaden Ottawa.
Trakten runt Piapot 75 består till största delen av jordbruksmark. Runt Piapot 75 är det mycket glesbefolkat, med 3 invånare per kvadratkilometer.